# 奧茲代尼日
50°48′9″N 25°9′25″E / 50.80250°N 25.15694°E
奧茲代尼日（烏克蘭語：Озденіж），是烏克蘭西部沃倫州的村落，隸屬盧茨克區盧茨克市鎮，位於盧茨克市西北方，始建於1577年，面積1.68平方公里，海拔高度203米，2001年人口189，人口密度每平方公里112.5人。